# Rozsdalovag (film)
A Rozsdalovag (eredeti cím: Ritter Rost – Eisenhart & voll verbeult) 2013-ban bemutatott német 3D-s számítógépes animációs film, amelyet Lina Wels rendezett. Az animációs játékfilm forgatókönyvét Mark Slater írta, zenéjét Andreas Grimm szerezte. A mozifilm készítője a Caligari Film- und Fernsehproduktions, forgalmazója az Universum Film. 
Németországban 2013. január 10-én, Magyarországon 2013. november 28-án mutatták be a mozikban.

## Ismertető
A főhős, Rozsdalovag, aki a páncélvárban lakik, és mindig jó a kedve. Azonban egy napon, egy kegyetlen behatoló foglalja el a királyi trónját, és ezért el kell mennie a várból, a barátaival együtt. Az társaság kissé ügyefogyottnak és szedett-vedettnek látszik, de ennek ellenére, azért sem adják fel a harcot. Azt tervezik, hogy felszabadítják a várukat az új uralkodótól. Vajon mire mennek, ha a testük csupán ócskavasból, és újrahasznosított háztartási eszközökből van összerakva? Ez is kiderül a történetből.

## Szereplők
| Szereplő                   | Eredeti hang           | Magyar hang     | Leírás |
| -------------------------- | ---------------------- | --------------- | --- |
| Rozsdalovag                | Rick Kavanian          | Magyar Bálint   | |
| Ratzefummel                | Ulrich Frank           |                 | |
| Feuerzangenbruder Brenner  | Tom Gerhardt           |                 | |
| Prinz Protz                | Christoph Maria Herbst |                 | |
| Szélvész (Burgfräulein Bö) | Carolin Kebekus        | Andrádi Zsanett | A vörös hajú hercegnő. Miután a barátjától, Rozsdalovagtól elvették a lovagságot, és elvették tőle varrógépét, új szállás után nézett. A gonosz herceg várában szállt meg, aki mindenáron feleségül akarta venni. Új varrógépet kapott tőle, de Rozsdalovag visszavitte a régit, ami emlék volt, és közben összetört. Miután a várból megszökött, az ott levőkön is segített, és a királyt akarta értesíteni a gonosz hercegről. Megvédelmezte a várat, és végül barátja mentette meg a gonosz hercegtől. |
| Prinz Nachtigall           | Matthias Kupfer        |                 | |
| Koenig Bleifuß             | Hartmut Neugebauer     |                 | |

További magyar hangok:
- Albert Péter,  Csuha Lajos, Seder Gábor, Kerekes József, Galbenisz Tomasz, Szélyes Imre, Kapácsy Miklós, Papucsek Vilmos, Sági Tímea